# Вернер, Артур
А́ртур Ве́рнер (нем. Arthur Werner; 15 апреля 1877, Берлин — 27 июля 1967, Берлин) — немецкий инженер. Первый обер-бургомистр Берлина после Второй мировой войны.
Получив аттестат зрелости в 1898 году, Вернер изучал юриспруденцию в Берлинском университете, затем перевёлся в Высшую техническую школу в Шарлоттенбурге. В 1907 году получил диплом инженера и открыл частную техническую школу. В 1912 году Вернер защитил диссертацию в Высшей технической школе в Данциге. Участвовал в Первой мировой войне, получил тяжёлое ранение в 1916 году. В январе-ноябре 1932 года состоял в НСДАП. В 1942 году был вынужден закрыть свою школу и отказаться от преподавательской работы за то, что обучал евреев.
17 мая 1945 года беспартийный Артур Вернер был назначен советским комендантом обер-бургомистром Берлина. Это назначение впоследствии было утверждено Межсоюзнической комендатурой. После первых свободных выборов, состоявшихся в Берлине 20 октября 1946 года, Артур Вернер уступил свой пост социал-демократу Отто Островскому.
Похоронен на Парковом кладбище Лихтерфельде.